# Teppei Isaka
Teppei Isaka (jap. 井坂 鉄平, Isaka Teppei; * 23. Oktober 1974 in der Präfektur Ibaraki) ist ein ehemaliger japanischer Fußballspieler.

## Karriere
Isaka erlernte das Fußballspielen in der Schulmannschaft der Mito Junior College High School. Seinen ersten Vertrag unterschrieb er 1993 bei JEF United Ichihara. Der Verein spielte in der höchsten Liga des Landes, der J1 League. 1997 wechselte er zum Zweitligisten Mito Hollyhock. Für den Verein absolvierte er 28 Spiele. Ende 1998 beendete er seine Karriere als Fußballspieler.